# 程敏政
程敏政（1445年—1499年），字克勤，號篁墩，又號留暖道人，北直隸河間人，生於京師（今北京市），祖籍南直隸徽州府休宁县篁墩村（今属安徽省黄山市屯溪区屯光镇）。明朝文学家、政治人物。

## 生平
南京兵部尚書程信之子。生於正統十年（1445年）出生。自幼聰慧，十歲隨父官四川，時人擬之孔融、李泌，以神童聞名，蒙明英宗召見，奉詔至翰林院讀書。天順六年（1462年）舉壬午科順天府鄉試第二名（《書經》經魁）。成化二年（1466年）成一甲第二名進士（榜眼），授翰林院編修，曾參修《大明一統志》、《洪武正韻》等。成化十二年（1476年）十一月，《續通鑑綱目》書成，因有纂修之功，次年四月升左春坊左諭德。成化二十三年（1487年）八月，孝宗即位，十一月，程敏政升為少詹事兼侍講學士。弘治元年十月，遭彈劾，被迫致仕歸里。弘治五年（1492年），獲昭雪，翌年返京，“牽復故官，再入講筵”。累官至禮部右侍郎。時有“學問淵博程敏政，文章最好李東陽”之說。明孝宗弘治十二年（1499年），敏政總裁會試，他對唐寅的文章大為賞識，但有傳聞與唐寅一同赴考的江陰富人徐經賄其家童，得試題。戶科給事中華昶遂彈劾程敏政有事先洩題之嫌。最後程敏政與徐經、唐寅、華昶等一同下獄。工科给事中林廷玉曾为同考官，上疏历陈程敏政在出题、阅卷、取人等方面存在六处疑点，要求释放华昶。李東陽複閱後發現程敏政稱讚的卷子其實不是唐寅和徐經的。镇抚司认为华昶和徐经在狱中的供词前后反覆，真假難狀。最後程敏政革職歸鄉，數日後發癰卒。史界認為此事件實乃禮部左侍郎傅瀚為了打倒程敏政，便指使給事中華昶彈劾程敏政。卒贈禮部尚書。

## 著作
程敏政極富才情，清代《四库总目提要》稱：“明之中叶，士大夫侈谈性命，其病日流于空疏。敏政独以博学雄才，高视阔步，其考证精当者亦多有可取，要为一时之冠冕，未可尽以繁芜废也。”著有《篁墩集》九十三卷、《新安文獻志》、《明文衡》、《宋遺民錄》、《真西山心經附註》、《宋紀受終考》等。

## 佚事
程敏政六歲時，大學士李賢愛之，出對曰：“因荷而得藕”。敏政見席上有杏，取而食之曰：“有杏不需梅”。李賢以女妻之。

## 延伸阅读
[在维基数据编辑]
 《國朝獻徵錄·卷之三十五》，出自焦竑《國朝獻徵錄》
 《明史卷二百八十六》，出自《明史》
 在维基共享资源阅览影像